# Koghb
Koghb är ett vattendrag i Azerbajdzjan. Det ligger i den västra delen av landet, 400 km väster om huvudstaden Baku.
Trakten runt Koghb består till största delen av jordbruksmark. Runt Koghb är det ganska tätbefolkat, med 72 invånare per kvadratkilometer.